# Río Odense
El río Odense (danés: Odense Å) es un río de Dinamarca, el más largo de la isla de Fionia en la región de Dinamarca del Sur. Discurre por los municipios de Faaborg-Midtfyn, Assens y Odense.
Nace en el lago Arreskov del sur de la isla. Posteriormente se dirige hacia el norte, atravesando las localidades de Brobyværk y Nørre Broby. Por último, desarrolla su curso bajo a lo largo del casco urbano de la ciudad de Odense. Su desembocadura, unos 54 km después de su nacimiento, tiene lugar en interior del fiordo de Odense, entre los barrios periféricos de Stige y Seden, en paralelo a un tramo del trazado del canal de Odense.
Sus principales afluentes son el río Sallinge y el río Lindved, ríos cortos de poco más de 20 km cada uno.